# 贝蒂讷区
贝蒂讷区（法語：arrondissement de Béthune）是法国加来海峡省所辖的一个区。总面积707.4平方公里，总人口293034，人口密度414人/平方公里（2018年）。主要城镇为贝蒂讷。

## 辖区
贝蒂讷区辖有104个市镇。